# Jan Bárta (spisovatel)
Jan Bárta (27. února 1883 Dubňany – 22. března 1959 Lednické Rovne) byl český (moravský) spisovatel, žijící většinu života na Slovensku.

## Život
Jan Bárta se narodil v rodině Františka Bárty, správce skláren v Jaroňovicích (psáno též Jaronovice, dnes část Dubňan Jarohněvice), a jeho manželky Marie, rozené Novákové. Vychodil českou obecnou školu v Hodoníně a čtyři třídy německé reálky v Hodoníně.
Po smrti otce nastoupil jako praktikant ve sklárně v Lednických Rovních. Vypracoval se na vedoucího leptárny a v roce 1909 se oženil. Ve sklárnách setrval až do důchodu, navrhoval dekory skla. Též se zabýval historií sklářství a aktivně se podílel na kulturní činnosti v obci.

## Dílo
Jan Bárta byl členem Moravského kola spisovatelů.

### Noviny a časopisy
Své prvotiny (verše) psal v němčině. Věnoval se sklářskému prostředí, je též autorem romantizujících historických románů Vítěz a Rákóczyho pochod. O vydávání jeho děl se zasloužil Jan Herben, který byl vydavatelem deníku Čas, dlouho po jejich vzniku (román Vítěz byl napsán v letech 1910–1915, v Čase vyšel v roce 1921. V Čase vyšel i Román hloupého Honzy (pod titulem Smutný hrdina). Bártovy příspěvky se objevovaly i v Lidových novinách.
Od 20. do 50. let 20. století přispíval odbornými články do časopisu Sklářské rozhledy a dalších technických a přírodovědných časopisů.

### Knižní vydání
- Týden na Slovensku (cestovní příručka pro turisty, kteří nemají ani mnoho peněz ani mnoho času a přece si chtějí zajeti na Slovensko; Praha, Klub čsl. turistů, 1921)
- Vítěz (román o panictví; v Praze, Gustav Dubský, 1922)
- Román Hloupého Honzy (Praha, Dubský, 1923)
- Rákóczyho pochod (Bratislava, B. Bezděk, )1926
- V soumraku ideálů (mládí sentimentálního hocha – autobiografické vyprávění; Brno, Družstvo Mor. kola spisovatelů, 1934)
- Život na staré huti (Praha, Archiv pro dějiny průmyslu, obchodu a technické práce, 1935)[p 2]

### Filmografie
Román hloupého Honzy posloužil jako námět stejnojmenného filmu z roku 1926. Hlavní roli hrál Zdeněk Štěpánek.